# Egon Karl Nicolaus
Egon Karl Nicolaus (* 30. März 1928 in Hamburg; † 23. September 1988 in Köln) war ein deutscher Maler.

## Leben
Egon Nicolaus wurde 1928 als zweites Kind des Postangestellten Arthur Nicolaus und seiner Frau Elisabeth geboren. 1946 begann er im Alsterhaus, Hamburg, eine Lehre als Dekorationsmaler und besuchte anschließend die Malakademie von Max Hermann Mahlmann. 1949 wurde er Schüler von Arnold Fiedler an der Landeskunsthochschule in Hannover, 1950/51 war er Schüler von Willi Baumeister.  Mit seinem Freund Arthur (Addi) Köpcke reiste er 1952/53 mehrfach nach Italien. 1954 stellte er erstmals aus, im gleichen Jahr heiratete er  Karin Reimer, von der er 1961 geschieden wurde. Nach einem Aufenthalt in Worpswede, dort war er Mitgründer der „Jungen Gruppe Worpswede“, lebte er ab 1957 in Paris. 1965 heiratete er Marianne Schiepel, mit der er im gleichen Jahr nach Köln übersiedelte. Sein Atelier in Paris behielt er bei. 1971/72 hatte er einen längeren Aufenthalt in New York im Künstlerhotel Chelsea. Nach einer längeren Reise durch die USA bezog Nicolaus 1976 ein neues Atelier in Köln und 1977 ein weiteres Atelier in Paris.

## Künstlerisches Wirken
Die frühen konstruktivistischen Arbeiten von Nicolaus in den fünfziger Jahren standen unter dem Einfluss seines Lehrers  Willi Baumeister. Die vorherrschende Vertikale ist ihm zu dieser Zeit im Ziel letztmöglicher Einfachheit ein Symbol der Erdanziehung. Aus der Auseinandersetzung mit Informel und Tachismus, denen Nicolaus in Paris begegnete, traten Mitte der sechziger Jahre die Zahlen in seine Bilder. Sie waren ihm Ausdruck der „harten Realität“, die es „sichtbar zu machen“ gelte.

## Ausstellungen (Auswahl)
- 1954 Hamburg, Volksheim
- 1955 Hamburg, Institut Français; Kopenhagen, Galerie Centre
- 1957 Galerie am Dom, Frankfurt; Paris Galerie Duncan
- 1958 Hamburger Kunsthalle; Kopenhagen, Galerie Köpcke
- 1963 Witten, Märkisches Museum + Münster Galerie Klasing
- 1964 Paris, Galerie La Galère; Rotterdam, Kunstzentrum T'Venster
- 1965 Paris, Galerie Le Soleil dans la Tete
- 1966 Paris, Galerie Zunini
- 1970 Karl Ernst Osthaus-Museum, Hagen
- 1973 Märkisches Museum, Witten
- 1973 Paris, Galerie Facchetti
- 1977 Gronau, Galerie van Almsick
- 1979 Zürich, Galerie P. Facchetti
- 1980 Genf, Galerie Service
- 1984 Paris, Galerie Marisal; Paris Goethe-Institut
- 1989 Wien, Galerie Grill
- 1997 Kölnisches Stadtmuseum, Köln
- 1998 Köln, Galerie Dreiseitel
- 2009 Köln, Galerie Seippel
- 2012/13 Köln, Galerie Seippel
- 2013 Kunstmuseum Gelsenkirchen[2]
- 2015/16 Köln, Galerie Seippel
- 2017 Düren, Leopold-Hoesch-Museum
- 2023 Stadtmuseum Siegburg